# William C. Chase

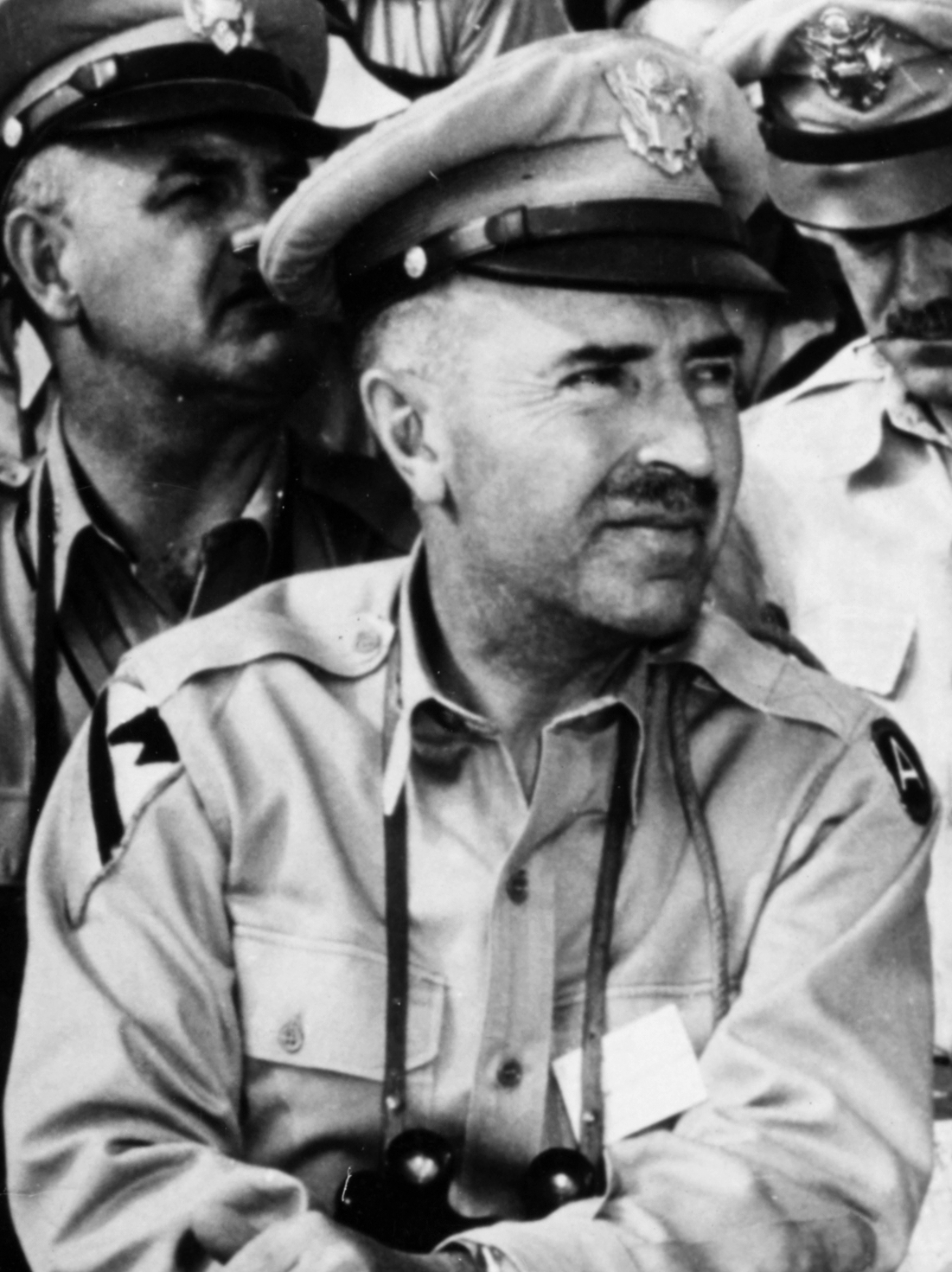
William C. Chase (1950)

William Curtis Chase (* 9. März 1895 in Providence, Providence County, Rhode Island; † 21. August 1986 in Houston, Texas) war ein Generalmajor der United States Army. Er war unter anderem Kommandeur der 1. US-Kavalleriedivision.
William Chase war ein Sohn von William Beecher Chase und dessen Frau Doris Evelyn Curtis. Er besuchte die öffentlichen Schulen seiner Heimat und studierte dann bis 1916 an der Brown University. Gleich nach seinem Abschluss schloss er sich als einfacher Soldat einer Kompanie der Nationalgarde von Rhode Island an und wurde mit dieser an der Grenze zu Mexiko in El Paso in Texas stationiert. Dies geschah vor dem Hintergrund der damaligen Spannungen zwischen den Vereinigten Staaten und seinem südlichen Nachbarland und der Mexikanischen Expedition. Chase selbst nahm mit seiner Einheit aber an keinerlei Kampfhandlungen teil.
Noch im gleichen Jahr absolvierte er einen Offizierskurs für die reguläre US-Army. Nachdem er diese Aufnahmeprüfung bestanden hatte, wurde er 1917 als Leutnant in das Offizierskorps aufgenommen und der Kavallerie zugeteilt. In der der Armee durchlief er anschließend alle Offiziersränge vom Leutnant bis zum Zwei-Sterne-General.
Im Lauf seiner militärischen Karriere absolvierte William Chase das Command and General Staff College (1931) und das United States Army War College (1935). Außerdem absolvierte er die United States Army Cavalry School und die United States Army Infantry School.
Nach dem amerikanischen Eintritt in den Ersten Weltkrieg blieb Chase zunächst in den Vereinigten Staaten. Er diente zunächst im 3. und dann im 6. Kavallerieregiment in Fort Sam Houston bzw. an der mexikanischen Grenze. Im Frühjahr 1918 wurde er mit einem Maschinengewehrbataillon, das zur 4. Infanteriedivision gehörte, auf den europäischen Kriegsschauplatz versetzt. Dort nahm er an mehreren Gefechten teil, darunter die Schlacht von St. Mihiel. Nach einer zwischenzeitlichen Erkrankung gehörte er später den amerikanischen Besatzungstruppen im Rheinland an. Im Juli 1919 kehrte er mit seiner Division in die Vereinigten Staaten zurück.
In den 1920er und 1930er Jahren absolvierte William Chase den regulären Offiziersdienst in verschiedenen Militärstandorten in den Vereinigten Staaten. Zwischen 1931 und 1934 war er auf den Philippinen stationiert. Zudem bekleidete er einige Stellen als Stabsoffizier. Außerdem war er als Dozent an verschiedenen Schulen tätig, darunter am Command and General Staff College in den Jahren 1938 bis 1940.
Im Jahr 1941 war Chase Stabsoffizier beim VIII. Korps, mit dem er an großen Manövern in Louisiana teilnahm. Nach dem amerikanischen Eintritt in den Zweiten Weltkrieg wurde Chase Anfang 1942 zunächst mit dem Kommando über das 113. Kavallerieregiment betraut. Noch im selben Jahr wurde er Stabsoffizier bei der 1. Kavalleriedivision. Von 1943 bis 1945 kommandierte er die 1. Brigade dieser Division. Dabei war er im asiatisch-pazifischen Raum eingesetzt. Dort nahm er unter anderem an der Schlacht um die Admiralitätsinseln und der Schlacht um Leyte teil. Danach war er auch an der Rückeroberung der Philippinen und deren Hauptstadt Manila beteiligt. Im Juli 1945 übernahm er für einen Monat auf den Philippinen das Kommando über die 38. Infanteriedivision.
Ende Juli 1945 erhielt er das Kommando über die 1. Kavalleriedivision, die in der Folge zu den amerikanischen Besatzungstruppen in Japan gehörte. Dieses Amt bekleidet er bis Dezember 1948. Anschließend war er für etwa einen Monat kommissarischer Kommandeur des IX. Korps. In den Jahren 1949 bis 1951 fungierte Chase als Stabschef der 3. Armee. Danach wurde er nach Taiwan versetzt, wo er in den Jahren 1951 bis 1955 Leiter der dortigen Militärberatergruppe (Military Assistance Advisory Group) war. Am 31. Juli 1955 ging er in den Ruhestand.
In seinem Ruhestand lehrte er in den Jahren 1957 bis 1965 das Fach Politikwissenschaft an der University of Houston. Danach schrieb er seine Memoiren, die im Jahr 1975 unter dem Titel Front Line General: The Commands of Maj. Gen. Wm. C. Chase herauskamen. William Chase starb am 31. August 1986 in Houston und wurde auf dem Fort Sam Houston National Cemetery beigesetzt.

## Orden und Auszeichnungen
William Chase erhielt im Lauf seiner militärischen Laufbahn unter anderem folgende Auszeichnungen:
- Distinguished Service Cross
- Army Distinguished Service Medal
- Legion of Merit
- Bronze Star Medal
- Army Commendation Medal
- Mexican Border Service Medal
- World War II Victory Medal
- American Defense Service Medal
- American Campaign Medal
- Asiatic-Pacific Campaign Medal
- Army of Occupation Medal
- National Defense Service Medal
- Purple Heart